# Кикбол

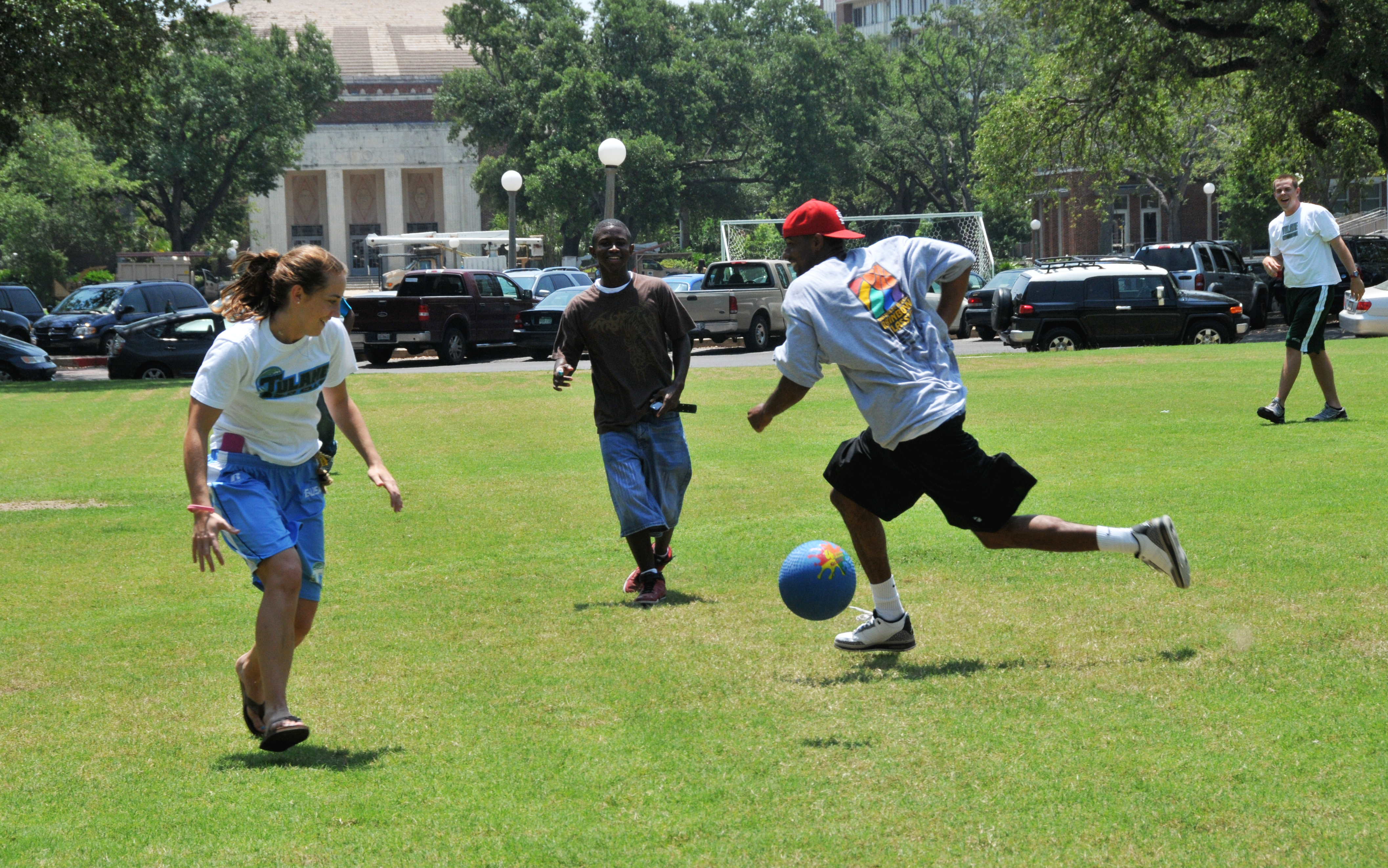
Игра взрослых в кикбол.

Кикбол — похожая на бейсбол игра, изобретённая в США в первой половине 20-го века. Как в бейсболе, одна команда пытается выиграть, при этом его игроки возвращают мяч от базы до поля (а там кругом базы), в то время как другая команда пытается остановить их, помечая их "аут" с мячом, прежде чем они смогут вернуться на родную базу. Вместо забивания маленького жёсткого мяча битой игроки пинают большой надутый резиновый мяч, это делает его более доступным для маленьких детей. Как в бейсболе, игра делится на периоды — "иннинги", где подающие и защищающиеся команды меняются местами. Команда с наибольшим числом пробежек после заданного числа подач выигрывает.
Кикбол — популярная в США, в основном среди молодёжи и детей школьного возраста, командная игра для спортплощадок. Отсутствие специализированного оборудования и базирующихся на высокой квалификации позиций (вроде питчера) делает игру доступным введением в другие виды спорта. Он менее популярен среди взрослых, которые предпочитают аналогичные игры, вроде как софтбола и бейсбола.
"Игра, кажется, доставляет одинаковую радость детям, дает лучше понять национальные игры (Бейсбол), и в то же время дает им упражнения, которые не слишком жестоки и полны веселья."

## История
Кикбол, изначально названый "Пинающий Бейсбол", был изобретен еще в 1917 году Николаем Сьюзом, Руководителем игровых площадок Парка Цинциннати в Цинциннати, штат Огайо. 
Сьюз представил свой первый документированный обзор игры, которая включала в себя 12 правил, и схему поля в «Книге игровых площадок» (англ. The Playground Book), изданной в 1917 году. В этой книге игра называется "пинающий бейсбол".

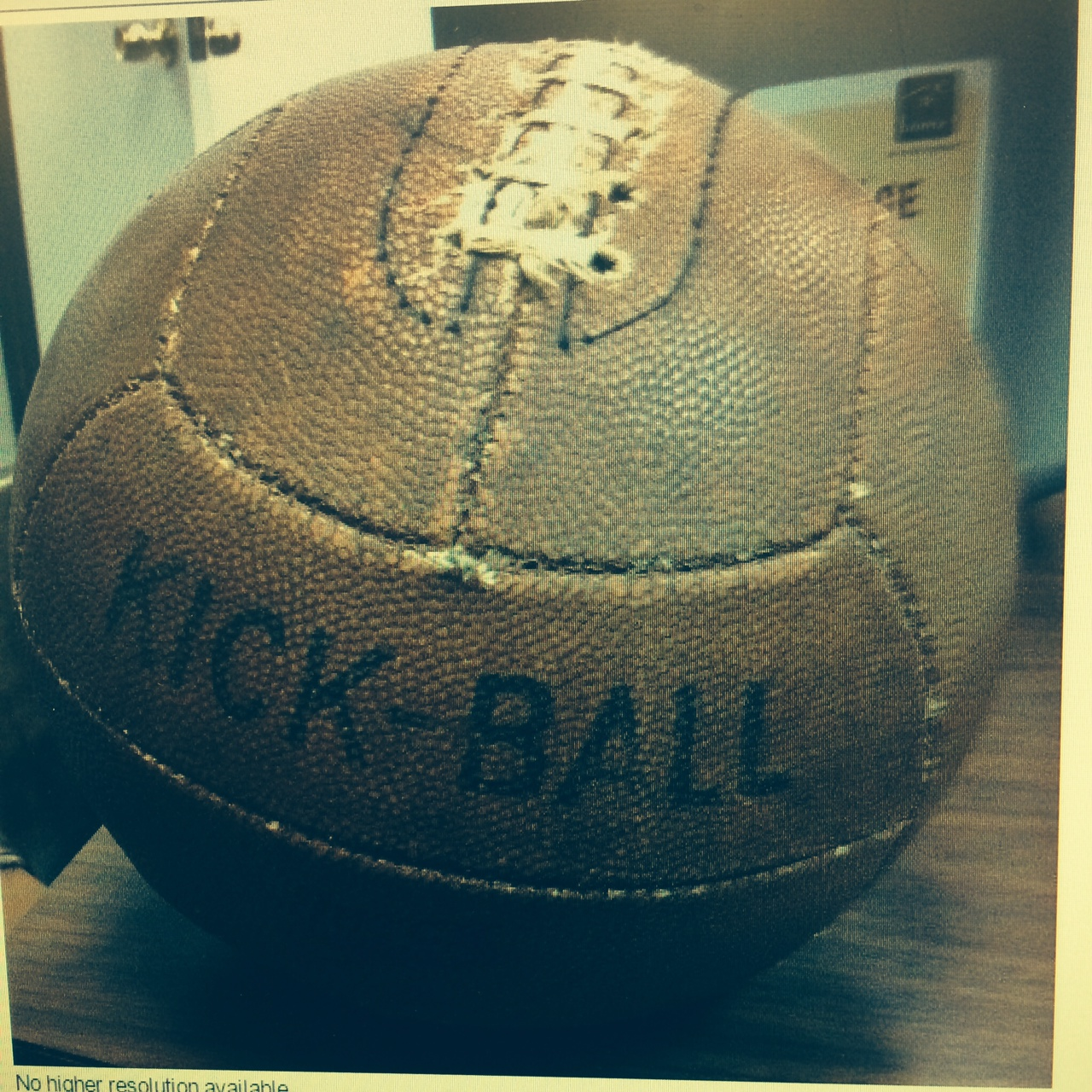
Пример старинного мяча для кикбола. Образец произведён Спортивные товары Хатч Инк. Цинциннати, штат Огайо, США.

В районе 1920-1921 "кикбол" использовался преподавателями физкультуры в государственных школах, чтобы научить юношей и девушек азам бейсбола. В это время использовался футбольный или волейбольный мяч. В игре участвовало от десяти до тридцати игроков на поле, включающем «нейтральную зону», куда не входят, пока мяч будет выкинут. Там не было питчера, поскольку мяч должен был выбиваться из домашней зоны, круга размером 3 фута. Мяч должен пройти за 5-футовую линию. Команды должны были меняться местами только после того, как все члены команды сделали подачу

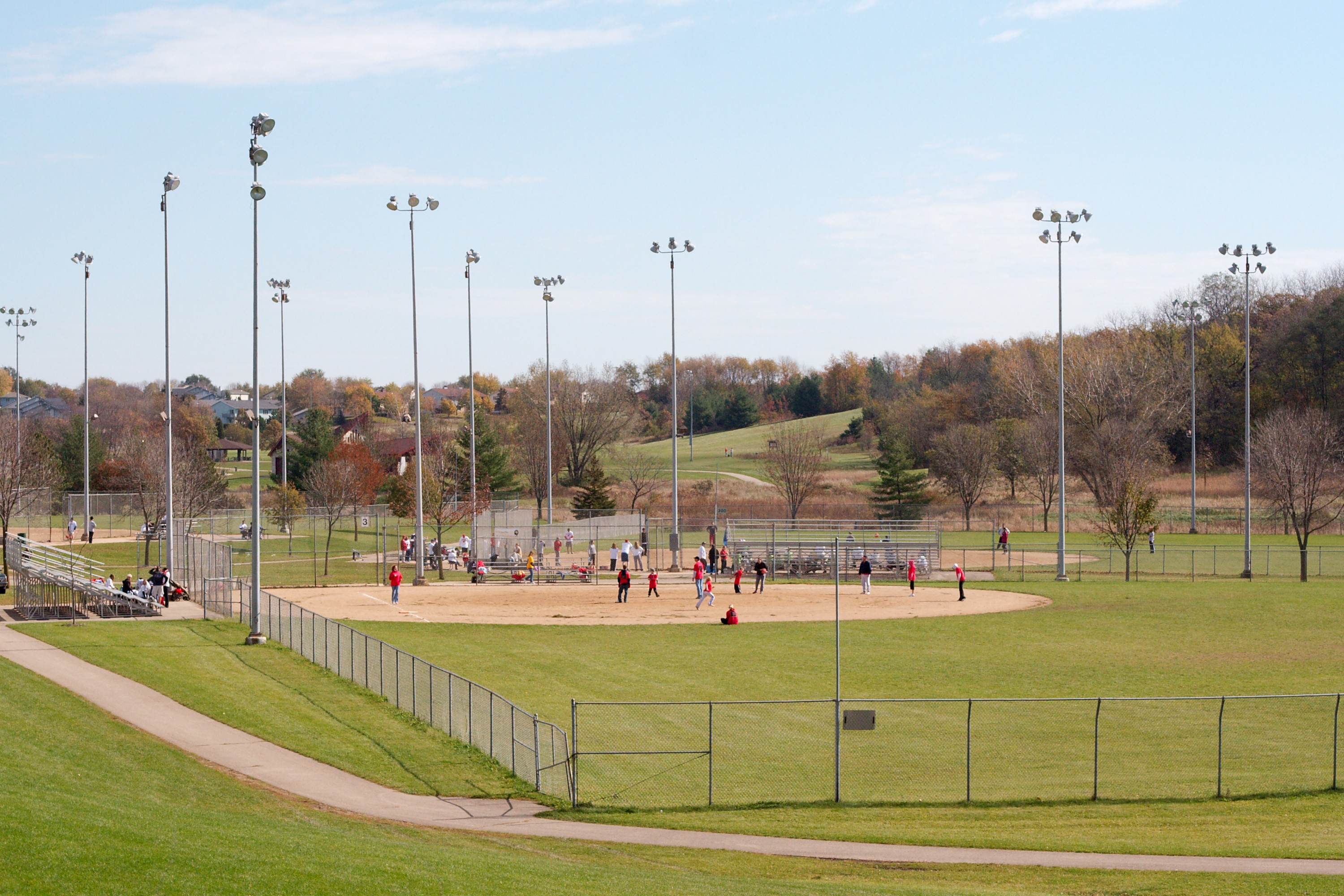
Игра в Мадисоне, штат Висконсин, 2006.

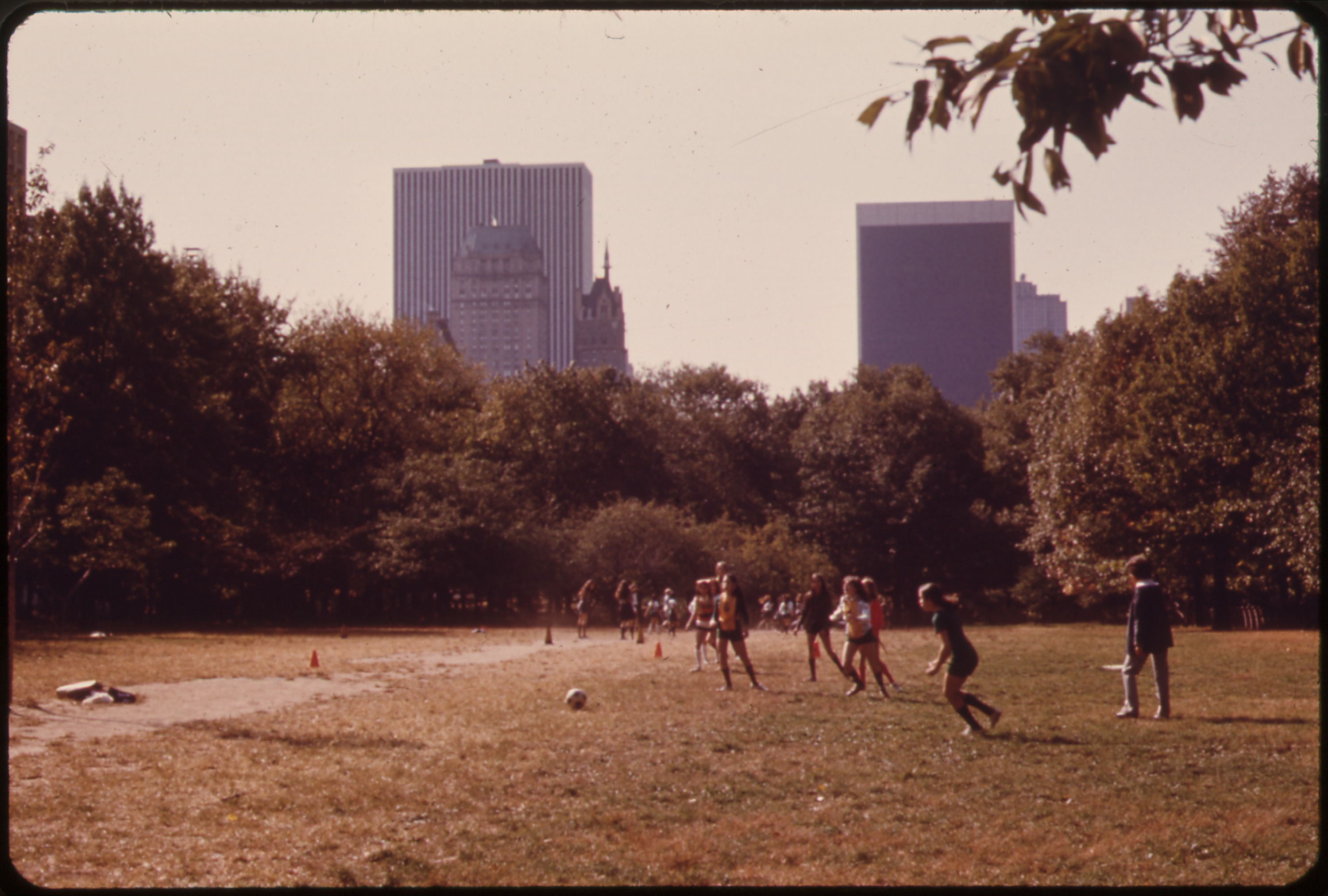
Девушки играют в кикбол в Центральном парке, Нью-Йорк, 1973.

В это время кикбол игрался на одинаковом с бейсболом поле, за исключением того, что была только одна база, соответствующая второму месту бейсбольного поля. На базе могло быть несколько игроков, но все нужно успеть домой до последней подачи, и порядок подачи сохранялся.
Так же были две позиции короткой остановки игрока: одна между 1 и 2, и между 2-й и 3-й. Домашняя площадка была отмечена на земле прямоугольником в 3 на 4 фута..
В публикации апреля 1922 года Даниэль Чейз, руководитель физического воспитания для штата Нью-Йорк Департамента образования, описывает самые ранние известные записи взрослых играя в кикбол. Эта игра состоялась на конференции сельских учителей в Mooers Форкс, округ Клинтон, Нью-Йорк, где Даниил обучал играм, которым учителя должны  учить своих учеников. У них не было мяча, так что они сделали его из старого чулка и тряпок. Мяч был около 7 до 8 дюймов в длину и перевязывается старым шнурком. Создание этого импровизированного мяча было продемонстрировано сельским учителям г-ном Брэддок Велсом. Педагогам были присвоены номера для создания команды; нечётных чисел для одной команды и чётные для другой. Капитаны команд выбирали колледж для представления каждой команды название. Нечётных выбрал Йель, а чётных Принстон. Игра в «Пинающий Бейсбол» была последней игрой на конференции, чтобы выбрать чемпиона дня. Для каждой команды было взято 10 игроков, а остальные были собраны в группы поддержки. Первым ударил Йель. На поле не было питчера, но были очень короткие остановки между первой и второй. Только три раунда были закончены в жару в тот день, с Йелем заканчивая как Виктор выигрыш 3 к 2. Группы поддержки показали отличное спортивное мастерство, беспристрастно аплодируя всем хорошо играющим 
.
Американский корреспондент Второй Мировой войны Эрни Пайл сообщал об игре солдат США во время Тунисской компании в 1942—1943 годах.
«Кикбол» был выдвинут в качестве неформальной игры для солдат армейским департаментом США в начале 1943 года. В этом варианте игры все удары должны быть с пробежкой, пиная мяч обратно в дом после последовательных проходов во все базы, прежде чем выбросить их в доме

## Поле
Игра, как правило, идёт на софтбольной площадке с надутым резиновым мячом от 8,5 до 16 дюймов диаметром. Как в бейсбол/софтбол, игра использует 3 базы, питчерскую горку, и домашнюю площадку. Иногда, в менее формальной игре, поле не ограничено забором, как в софтболе или бейсболе, а открыта. при этом правила корректируются для приспособления к площадке. Также можно играть на прямоугольной асфальтированной площади, расчерченной мелом или краской.

## Популярность
В Соединенных Штатах кикбол в прошлом считался в основном детской игрой, хотя в настоящее время во многих городах США появились взрослые кикбольные лиги. Игра получила известность в 1970-х годах.
За пределами США кикбол популярен среди молодежи в Южной Корее. Известный как balyagu [발야구 (ножной бейсбол)], является главным элементом в PE-классах в рамках начальной школы. Кикбол известен в некоторых частях Канады как "Футбол-Бейсбол" или "Калифорнийский кикбол". В Японии в Кикбол играют ученики младшей школы, игра называется キックベース(Kickbase). 
В Англии на уроках физкультуры в школах часто используют похожую игру, называемую 'Футбол-Лапта', смесь футбола и лапты
.
Кикбол является самой популярной игрой среди женщин в Либерии, где его часто называют «африканским бейсболом».

## В культуре
В мультсериале «Финес и Ферб» кикбол является игрой, успех в которой важен для самореализации главного антигероя, злого учёного Хайнца Фуфелшмертца.
В мультсериале "Мы обычные медведи" (We bare bears)? в серии 35 сезон 3, в кикбол играют две команды юных рейнджеров. Отлично видно сходство с бейсболом.

## Внешние ссылки
- Parker, Ashley (15 сентября 2006). Getting a Kick Out of Kickball. The New York Times. Архивировано из оригинала 26 ноября 2006. Дата обращения: 29 сентября 2006.
- Skipp, Catharine; Dishongh, Kimberly (21 августа 2006). Trends: All for the Love of the Game. Newsweek. Архивировано 24 июля 2008. Дата обращения: 19 марта 2007.
- Beja, Marc (5 февраля 2008). Still Kicking. Washington Square News. Архивировано 26 июля 2011. Дата обращения: 16 октября 2008.
- Whirty, Ryan (29 июля 2009). Follow the red bouncing ball. CITY Newspaper. Архивировано 12 сентября 2015. Дата обращения: 2 января 2012.